# الأميرة أولغا، دوقة بوليا
الأميرة أولغا، دوقة بوليا (باليونانية: Όλγα της Ελλάδας)‏ (17 نوفمبر 1971) هي ابنة المؤلف مايكل أمير اليونان والدنمارك وزوجته مارينا كاريلا.